# Romeo Florin Nicoară
Romeo Florin Nicoară (n. 12 noiembrie 1972) este un deputat român, ales în 2012 din partea grupului parlamentar PP-DD. 
În timpului mandatului a trecut la grupul parlamentar al Partidului Național Liberal.